# Богичевич, Душан
Ду́шан Боги́чевич (серб. Душан Богићевић / Dušan Bogičević; 28 апреля 1990, Смедерево) — сербский гребец, выступает за национальную сборную Сербии по академической гребле начиная с 2009 года. Чемпион Европы, серебряный и бронзовый призёр европейских первенств, победитель многих регат национального и международного значения.

## Биография
Душан Богичевич родился 28 апреля 1990 года в городе Смедерево Подунайского округа Югославии. Активно заниматься греблей начал в возрасте двенадцати лет в 2002 году, проходил подготовку в местном одноимённом гребном клубе «Смедерево».
Дебютировал на международной арене в сезоне 2007 года, когда вошёл в состав сербской юниорской сборной и побывал на чемпионате мира среди юниоров в Китае, где занял в зачёте четвёрок рулевых двенадцатое место. Год спустя выступил на мировом юниорском первенстве в Линце и стал на сей раз девятым.
Первого серьёзного успеха на взрослом международном уровне Богичевич добился в 2009 году, когда попал в основной состав главной национальной сборной Сербии и отправился представлять страну на чемпионате Европы в Бресте, откуда впоследствии привёз награду бронзового достоинства, выигранную вместе с напарником Марко Марьяновичем в программе двоек парных. При этом на чемпионате мира в польской Познани они заняли в той же дисциплине шестое место. В 2011 году на европейском первенстве в болгарском Пловдиве они с Марьяновичем выиграли в двойках рулевых серебряные медали, уступив на финише только команде из Литвы.
Во время отбора на летние Олимпийские игры 2012 года в Лондоне Душан Богичевич вынужден был сменить партнёра на Александара Филиповича, тем не менее, в итоге им так и не удалось пройти квалификацию на Игры. В 2014 году вместе с новым напарником Веселином Савичем одержал победу на домашнем чемпионате Европы в Белграде, обогнав всех соперников в зачёте двоек безрульных. Пытался пройти отбор на Олимпийские игры 2016 года в Рио-де-Жанейро в четвёрках безрульных, однако на квалификационной регате в швейцарском Люцерне сумел дойти лишь до утешительного этапа, где финишировал пятым.